# رودريغو فيغيريدو
رودريغو فيغيريدو هو لاعب كرة قدم برازيلي في مركز الوسط، ولد في 27 مارس 1996 في ساو باولو في البرازيل. لعب مع نادي كورينثيانز.

## وصلات خارجية
- رودريغو فيغيريدو على موقع قاعدة بيانات كرة القدم.إي يو (الإنجليزية)
- رودريغو فيغيريدو على موقع Soccerway.com (الإنجليزية)